# JR四国2600系気動車
2600系気動車（2600けいきどうしゃ）は、四国旅客鉄道（JR四国）の特急形気動車。
1989年（平成元年）に開発の2000系気動車を置き換える目的で製造された車両である。2017年に先行車2両編成×2本の計4両が川崎重工業車両カンパニーにて製造された。先行車4両の製造費は14億円。

## 車両概説

### 車体
車体はステンレス製で、レーザー溶接を用いて組み立てられた。車両側面にフルカラーLED式の号車行先表示器が設置されている。前頭部は普通鋼製であり、貫通構造である。貫通扉に列車愛称を示す表示器が設けられている。前照灯はLED電球である。電気連結器は密着式を装着する。車体寸法は、車体長が20,800 mm、横幅が2,834 mm、屋根高さが3,650 mm、床面高さが1,105 mmである。
外観は「Neo japonism」をコンセプトに日本の伝統意匠を現代風にアレンジし「安らぎと先進性を合わせた車両」にデザインされている。車体の塗色は四国の豊かな自然に映えるディープレッドを基調に吉兆の伝統配色である「赤と金」を配している。ディープレッドを筆の流れに見立て、それが紅墨汁の滲みのように車体に染み入る様を金色の縁取りで表現されている。デザインは同社社員の松岡哲也が担当した。

### 機器類
車両システムや電気機器、サービス設備は8600系電車と共通化されている。
2000系に続いて車体傾斜装置が搭載されているが、構造の簡素化によりメンテナンス費用が抑えられることから、制御付き自然振子装置ではなく、8600系電車と同様の空気ばね式車体傾斜装置が採用された。曲線上で外側を向く方の台車の空気ばねの高さを上げて車体を最大2度傾斜させ、マップ式とセンサ式の2つの方式を用いて車体の傾斜を制御する。マップ式は予めTC装置に地上データを保存しATSの地上子から自車位置を検出して曲線の手前から車体を傾けていく仕組みで、センサ式はジャイロと加速度計から曲率を求めて車体を傾斜させる仕組みである。なお、空気ばね式車体傾斜装置の採用により圧縮空気の消費量が増加するため空気圧縮機には電動式のS-MH16-SC1100が採用され、屋上に空気タンクが搭載された。床下に車体傾斜制御電磁弁が設置されている。車体傾斜角が2000系の5度に比べて小さくなっているが、曲線通過性能は2000系とほぼ同等とされ、曲線通過速度は曲線半径R≧600 mの区間において本則+30 km/h、曲線半径600＞R≧400 mで本則+25 km/h、曲線半径400 m＞Rで本則+20 km/hである。

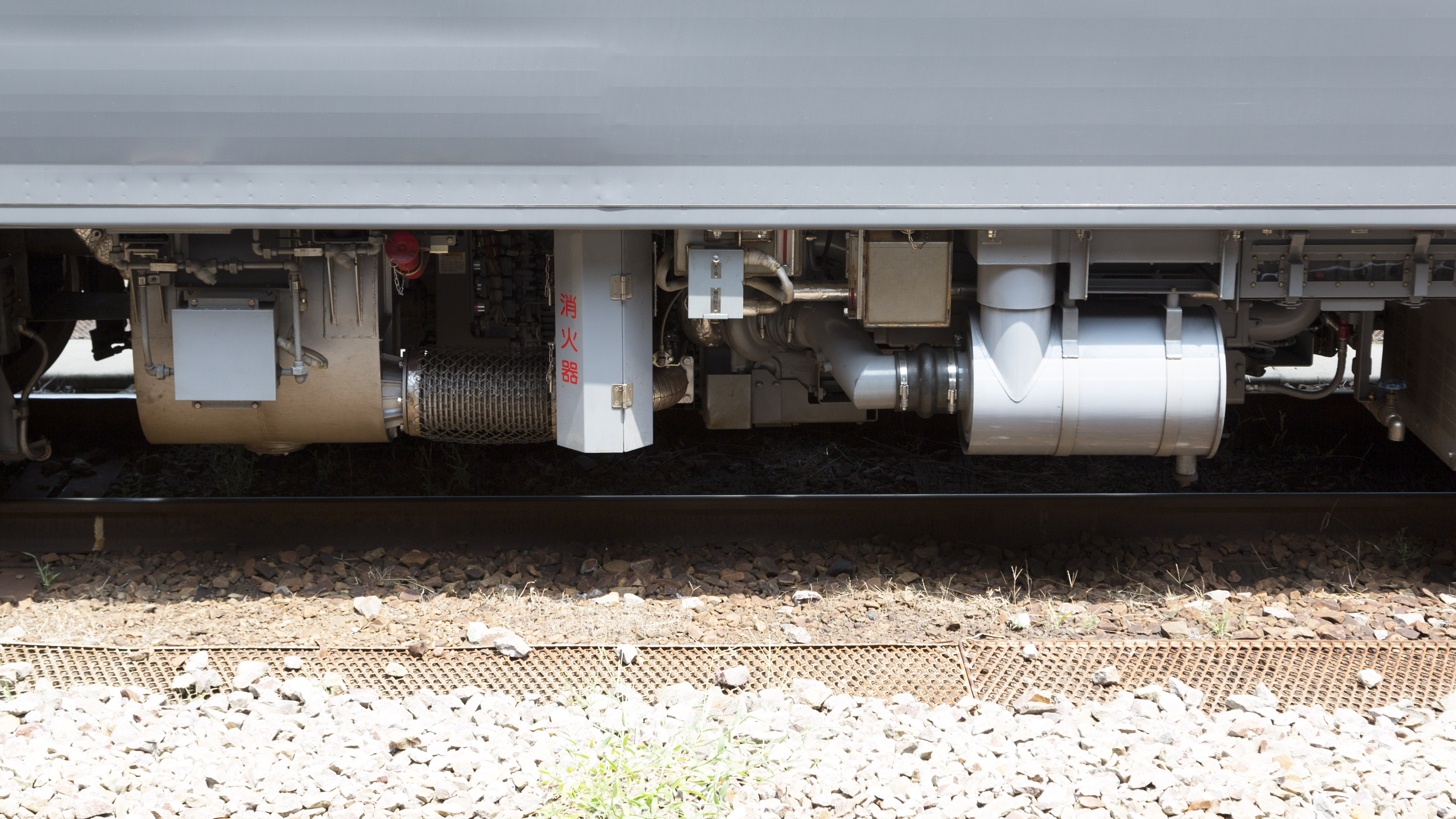
JR四国 2600系特急型気動車 エンジン SA6D140HE-2

動力機関は1500形気動車にも搭載されているコマツ製の環境対応形ターボ・アフタークーラー付き直列6気筒エンジンSA6D140HE-2 (450 PS / 2100 rpm) を各車に2基搭載（1500形は1基）する。機関の出力性能に対して余裕のある仕様として耐久性・信頼性の向上、検修の省力化、経費の節減が図られている。液体変速機はクラッチ切り替え時の乗り心地の向上と登坂性能の向上を両立させるべく2600系の開発に合わせて設計された、DW24（変速2段 / 直結4段）を搭載する。設計最高速度は2000系（N2000系を除く）と同等の120 km/h。
ブレーキ方式は機関・排気ブレーキ併用電気指令式空気ブレーキであり、常用ブレーキ・非常ブレーキ・直通予備ブレーキ・耐雪ブレーキ・抑速ブレーキ・救援ブレーキの6系統を備える。滑走防止弁装置を装備し、高速域におけるブレーキ作用時の粘着力低下による滑走の防止を図っている。
冷房装置は各車の屋上に20,000 kcal有するAU722Sが2台搭載されている。ラインフロー方式により風が吹き出され、客室→デッキ→乗務員室・トイレの順に行き渡る。
電源系統は交流440 V、交流100 V、直流100 V、直流24 Vの4系統を備える。エンジンの回転を定速回転装置で1800 rpmの一定回転数に変換し、80 kVAの発電機で三相交流440 Vを出力する。交流100 V、直流100 V、直流24 Vの系統は補助電源装置や補助変圧器で降圧・整流後供給される。2600系は電車と共通の電気機器を使用するため、制御電源の供給元が2000系の直流24 Vから直流100 Vに変更されている。
各電源系統の回路構成は、直流100 Vの系統は編成を組成した車両全体引き通しとなり、その他の系統は全て1両で完結する。故障などにより車両の電源が途絶えた場合は、隣接する車両から電源誘導を行う。
各車に直流24 V用の蓄電池が搭載されており、機関始動時に使用される。また、2600形には直流100 V用のニッケル水素蓄電池が搭載されている。

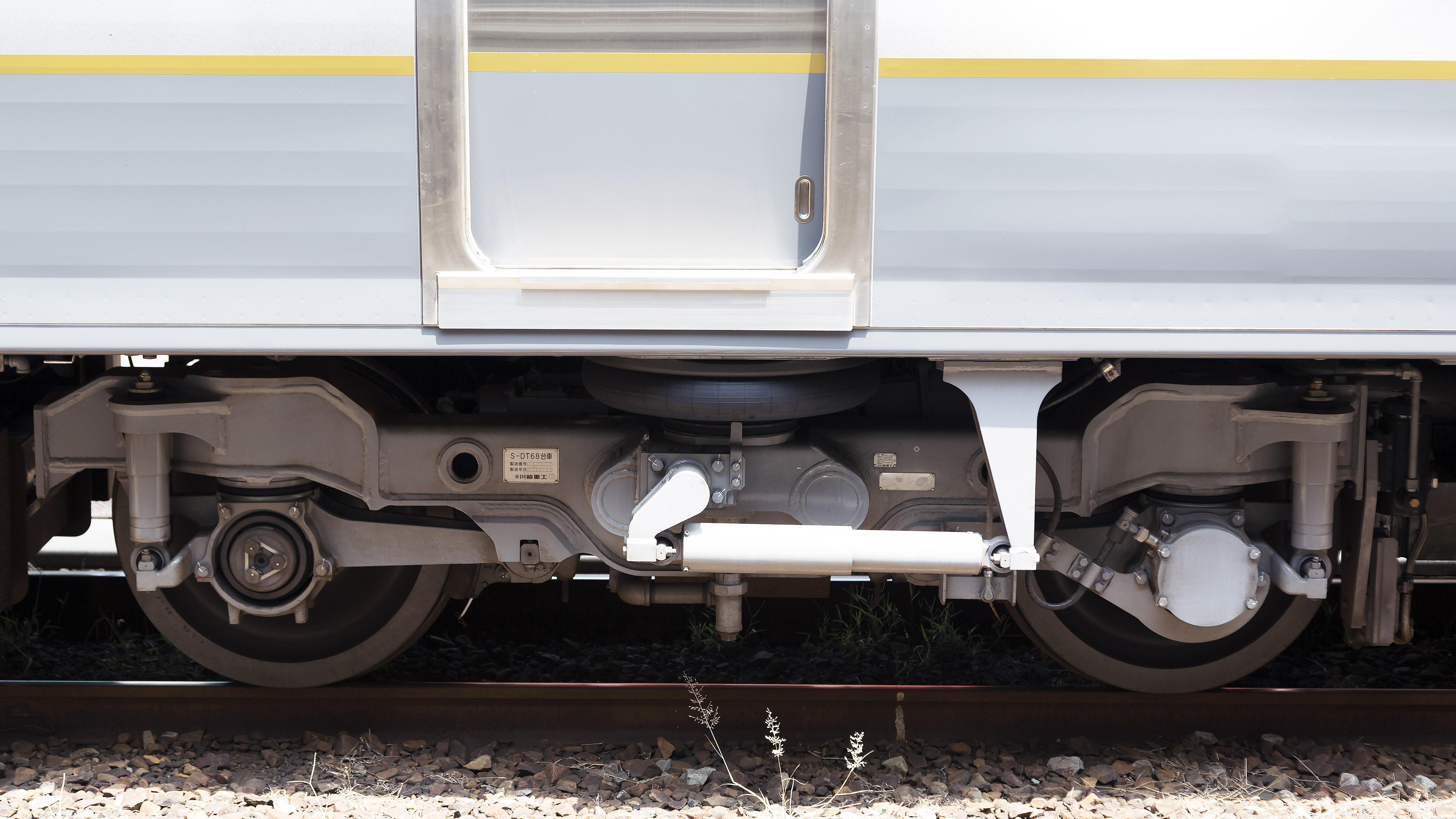
JR四国 2600系特急型気動車 S-DT68台車

台車は車体傾斜装置・左右動ダンパ・ヨーダンパ付きの軸はり式ボルスタレス台車 S-DT68 を装着する。車輪は810 mmの一体圧延車輪であり、車軸受には密封複式円錐ころ軸受が使用されている。けん引装置は1本リンク方式である。Mc車とMc'車の先頭台車にはATS検知用の車上子が、Mc'車の先頭台車にはATS検知用の車上子に加えて車体傾斜の制御に使用する位置検知用の車上子が取り付けられている。各車軸の軸端に速度発電機、空転・滑走検知用速度発電機、接地ブラシが取り付けられている。
基礎ブレーキ装置は動軸側が踏面ユニットブレーキ、従軸側が軸ディスク + 踏面ユニットである。各軸制御にABSを採用し、ブレーキ性能の向上が図られている。先頭台車の1位側は駐車ブレーキ用のばね式ブレーキユニットが取り付けられるように準備工事が施されている。
乗務員室は分割併合を考慮した構造となっており、併結時に乗務員室が編成の中間に来る場合に運転室・貫通路・助士席をそれぞれ区切る事が出来る。
運転室は視界確保と乗務員の安全確保のため高床構造となっている。また、事故で車両が大破した場合に乗客と乗務員を保護するため運転室の乗務員席の背面までをサバイバルゾーン、そこからデッキ手前までをクラッシャブルゾーンとし、デッキと乗務員室を仕切る壁にガラス窓を設けて乗務員が室内に閉じ込められた場合にそこから救出できるようになっている。この窓はデッキからの前面展望も兼ねている。
運転台の主幹制御器は2ハンドル式である。モニタ装置は編成両数や誤通過防止機能を表示し、車体傾斜の設定駅の追加等も行える。放送装置には車外放送も可能な仕様の装置が搭載された。自動放送は日本語と英語の2か国語に対応する。

### 車内設備
室内は「和柄をモチーフとした装飾」をアクセントとし、「伝統と先進性をそれぞれ対比・強調させる」デザインで構成されている。照明はLEDによる間接照明であり、床面はフローリング仕上げである。
座席は背面テーブル・可動枕付きの回転式リクライニングシートが2+2列で980 mm間隔に配置されている。座席の袖仕切にはコンセントが設置されており、背面のテーブルが使用できない箇所の座席にはインアーム式のテーブルを内蔵する。内部には電気ヒーターが組み込まれている。モケットは2600が臙脂色、2650が藍色である。
荷棚はアルミ合金製であり、上面がフラットな構造になっている。利用客の手荷物の大形化に対応し、寸法は航空機の「機内持ち込み可能手荷物」の基準が考慮されている。座席上の座席番号を表示する部分には緑色のランプが設置されている。このランプはその座席が指定席である事を示すランプであり、点灯しているとその座席は指定席として運用される。
客室の仕切扉上部にはフルカラーLEDによる案内表示器が設けられた。日本語と英語の2か国語で表示する。
2600にはバリアフリーガイドラインに沿った設備を設けており、室内後位側に車椅子スペースと固定用のベルト・手すり・非常通報ボタン・車椅子から乗り移る事が可能な跳ね上げ式の座席が設置されている。そのため、車椅子スペースに至るまで通路や仕切扉と乗降扉の開口部は車椅子での出入りに対応した幅が確保されている。
デッキは各車2箇所設けられており、それぞれに防犯カメラが設置されている。デッキと客室の間を区切る仕切扉は光電スイッチによって自動で開閉する。乗降扉は片開き式の引戸で簡易気密機構と戸挟み安全機構を備える。乗降扉にはドアの開閉方向を知らせるランプと音声案内が備わっており、車掌や客室乗務員の操作で乗降促進チャイムを鳴らすことも可能である。
後位側にはトイレが設置されており、2600には車椅子対応の多機能トイレが、2650には一般用の洋式トイレと男性用トイレが配置されている。洗浄方式は真空式である。個室内での禁煙を図るため、多機能トイレと2650の洋式トイレには煙探知器が設置されている。多機能トイレは温水洗浄便座・ベビーベッド・ベビーチェア・フッティングボード・オストメイト対応設備を備える。洋式トイレは暖房便座・小物入れ・コンセントが備わる。2600には多機能トイレとは別に大型鏡を備えた洗面台が設置されている。洗面台はカーテンで仕切ることができる。

## 形式・編成
列車は高松方を向く2600形と、松山・徳島・高知方を向く2650形の2両で構成する。いずれも普通車で、グリーン車は合造車を含めて存在しない。
- 2600形（Mc[7]）

バリアフリー対応設備を備える。側面の乗降扉の開口幅は前位側が700 mm、後位側が900 mmである。車重は空車時49.0 t、積車時51.7 tである。定員46名。
- 2650形（Mc'[7]）

乗降扉の開口幅は700 mm。車重は空車時49.0 t、積車時は52.0 tである。定員52名。
| ← 徳島・松山・高知高松 → | ← 徳島・松山・高知高松 → | ← 徳島・松山・高知高松 → |
| ------------------------ | ------------------------ | ------------------------ |
| 形式                     | 2650 （Mc'）             | 2600 （Mc）              |
| 車両番号                 | 2651                     | 2601                     |
| 車両番号                 | 2652                     | 2602                     |
| 定員                     | 52                       | 46                       |
| 重量 （積車時）          | 49.0 t （52.0 t）        | 49.0 t （51.7 t）        |

## 沿革・運用

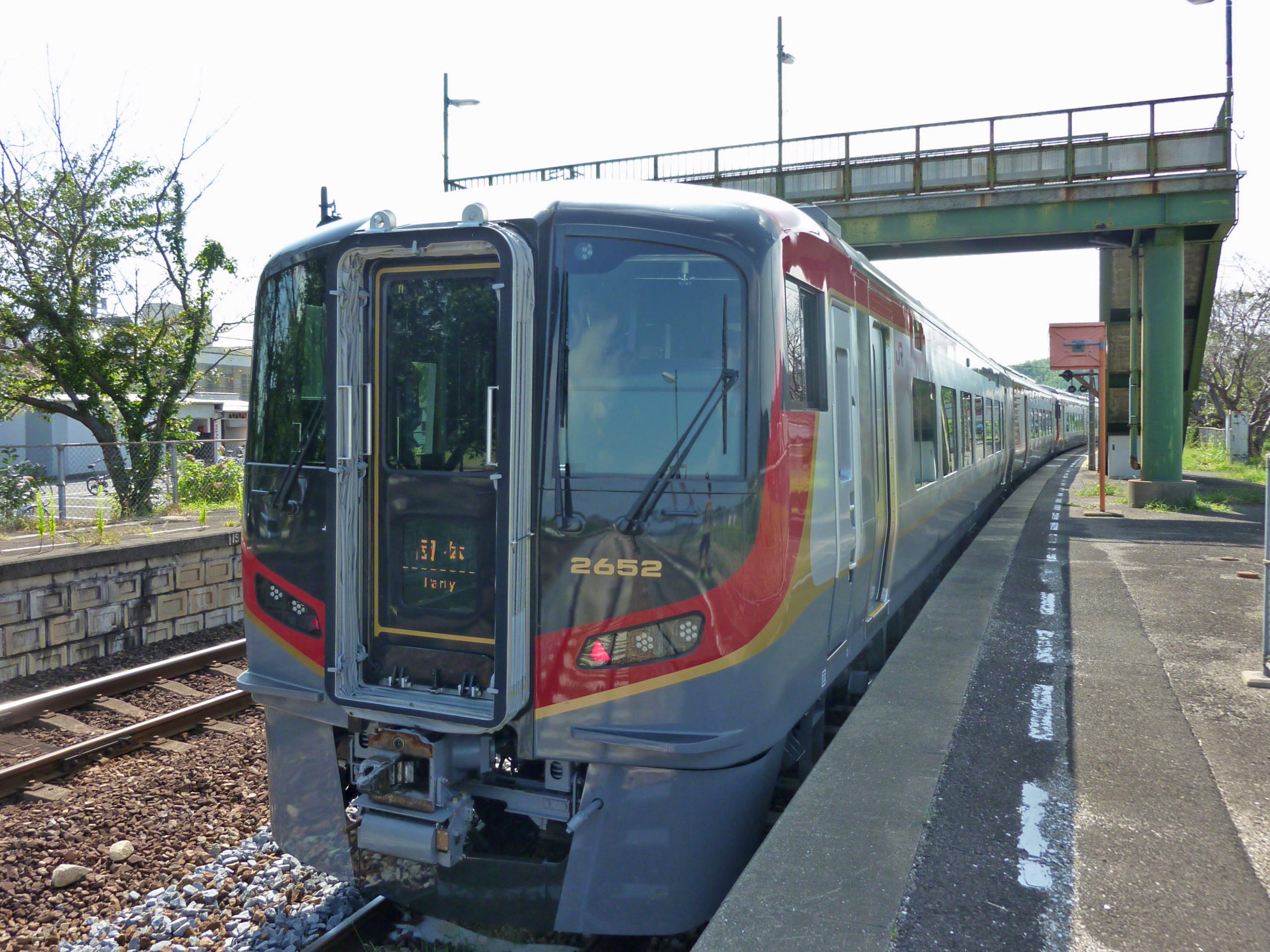
2600系団体臨時列車
（2017年8月11日 造田駅）

2017年（平成29年）1月30日に先行車4両が落成し、同年2月15日に高松運転所に搬入された。同月より性能試験を行い、その結果次第で最初に導入する路線を決めるとされた。試験中の同年8月11日には高徳線で「営業列車一番列車ツアー」として初めて旅客運用を行い、その後阿波おどり期間中に運転される高徳線の臨時特急列車「阿波踊り」1・2号に充当された。
試験走行の結果、カーブが連続する区間を有する土讃線において空気ばね制御に用いる空気容量の確保に課題があることが判明したため、2600系は量産が見送られた。2000系気動車の本格的な置き換えは振り子式の2700系気動車で行われることとなった。
落成した量産先行車については同年12月2日より、カーブが比較的少ない高徳線の特急「うずしお」で営業運転を開始し、同列車3往復の運用に充当された。2018年（平成30年）3月17日のダイヤ改正より1往復増加し、4往復での運用となっている。
2018年（平成30年）4月27日 - 5月6日には、高松駅 - 宇多津駅・多度津駅間において、一部の特急「しまんと」の代走に使用された。これ以降、多客期の「しまんと」「いしづち」の高松駅 - 宇多津駅・多度津駅間の代走運転に、8600系電車やキハ185系気動車とともに使用されている。
2025年（令和7年）3月15日現在の運用（定期列車）
- 特急「うずしお」：下り9・15・21・27・33号、上り2・12・18・24・30号[33]